# Inbest Dunajov
TJ Inbest Dunajov – słowacki klub szachowy z siedzibą w Dunajovie, mistrz kraju z 2019 roku.

## Historia
Klub został założony w 1998 roku z inicjatywy Vincenta Kanitry. W sezonie 2008/2009 klub zadebiutował w Extralidze. Uzyskano wówczas wicemistrzostwo kraju, ulegając jedynie Slovanowi Bratysława. W sezonie 2010/2011 Inbest zajął trzecie miejsce w lidze. Taki sam wynik został osiągnięty w 2013 roku. W sezonie 2013/2014 zespół zdobył wicemistrzostwo Słowacji, kończąc rozgrywki za ŠK Dunajská Streda. Sezon 2018/2019 klub zakończył zdobyciem mistrzostwa kraju. Skład drużyny stanowili wówczas m.in. Kacper Piorun, Bartosz Soćko, Kamil Mitoń, Rafał Antoniewski, Krzysztof Bulski, Marcin Tazbir i Artur Jakubiec. W 2019 roku Inbest Dunajov zadebiutował w Pucharze Europy. Słowacki klub wygrał wówczas mecze z SK Ninja Helsinki i Budućnostią Podgorica, zremisował spotkanie z Gonzaga Chess Club oraz przegrał z Clubem 64 Modena, Philidorem Mulhouse, ŠK Dunajská Streda i Lunds ASK; w klasyfikacji końcowej Inbest uzyskał 50. miejsce. W sezonie 2019/2020 klub zajął przedostatnie, jedenaste miejsce w Extralidze i spadł do 1. ligi. W 2024 roku klub awansował do najwyższej klasy rozgrywkowej.

## Arcymistrzowie w historii klubu
- Rafał Antoniewski[11]
- Vlastimil Babula[12]
- Krzysztof Bulski[13]
- Robert Cvek[12]
- Imre Héra[14]
- Artur Jakubiec[15]
- Radek Kalod[11]
- Tomáš Likavský[13]
- Mikuláš Maník[11]
- Kamil Mitoń[16]
- Siergiej Mowsesjan[12]
- Martin Mrva[12]
- Artem Omelja[17]
- Milan Pacher[18]
- Kacper Piorun[7]
- Bartosz Soćko[7]
- Marcin Tazbir[19]